# Соацца
Соацца (нем. Soazza) — коммуна в Швейцарии, в кантоне Граубюнден. 
Входит в состав округа Моэза. Население составляет 374 человека (на 31 декабря 2006 года). Официальный код  —  3823.

## Фотографии

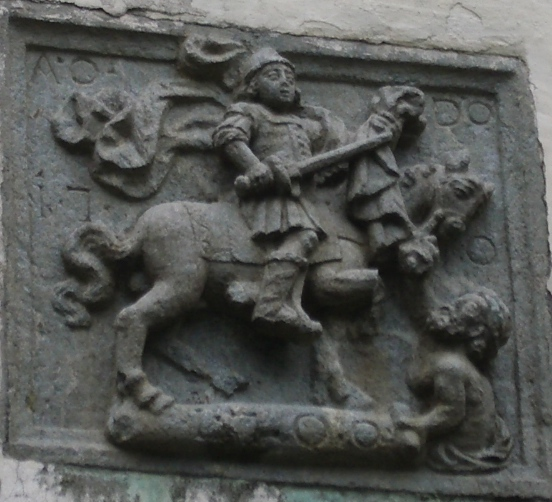
Церковь
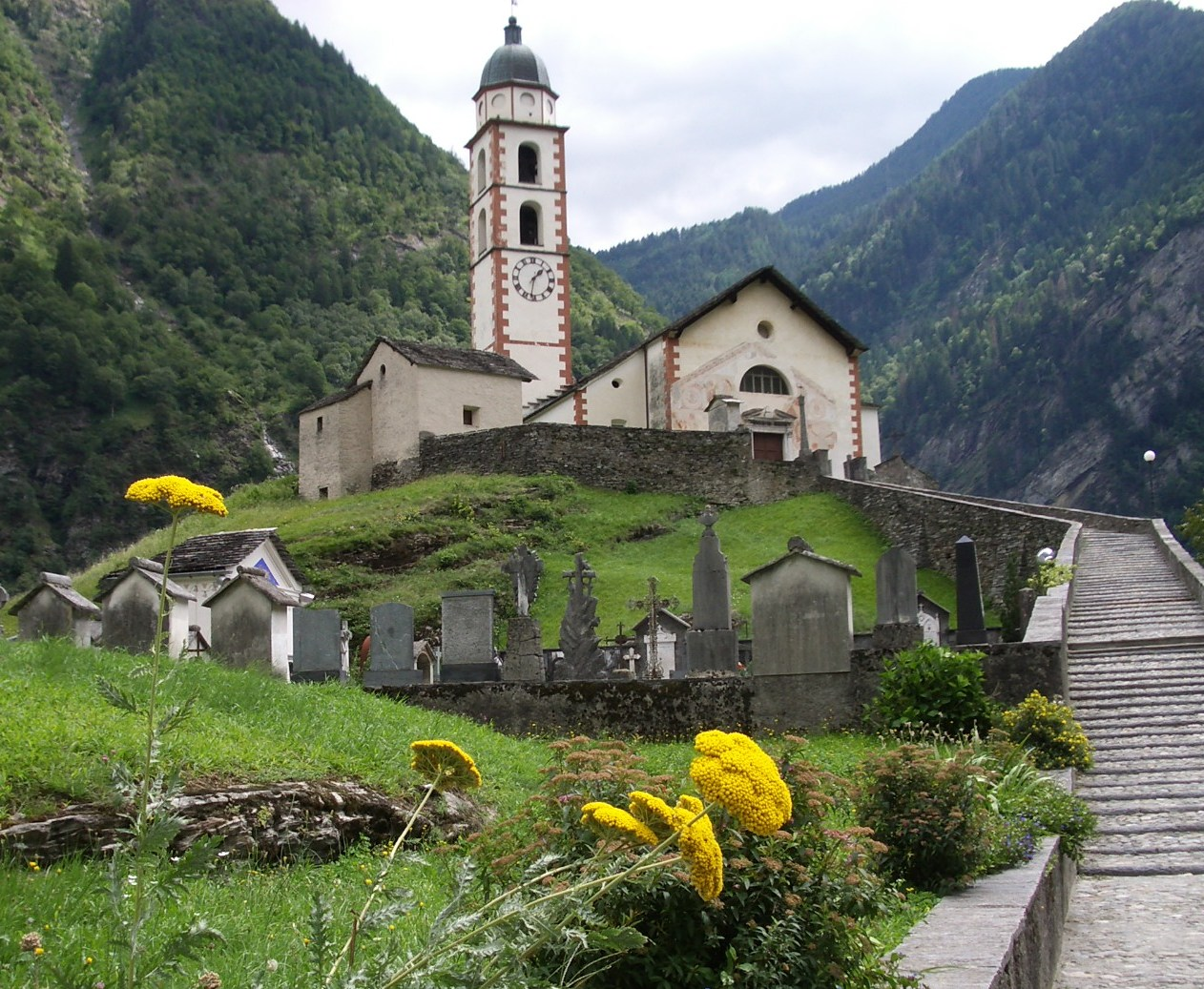
Церковь
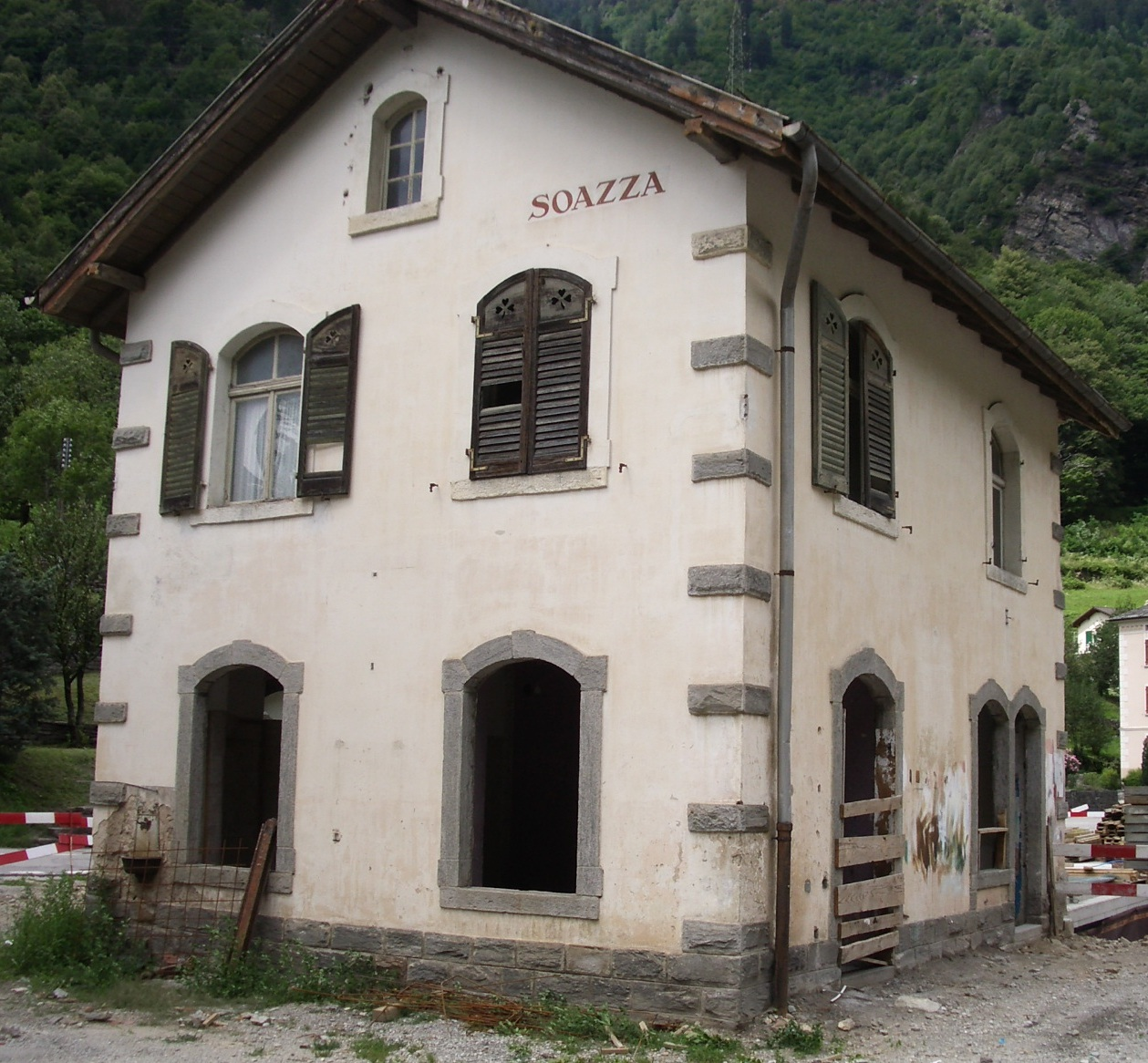
Вокзал
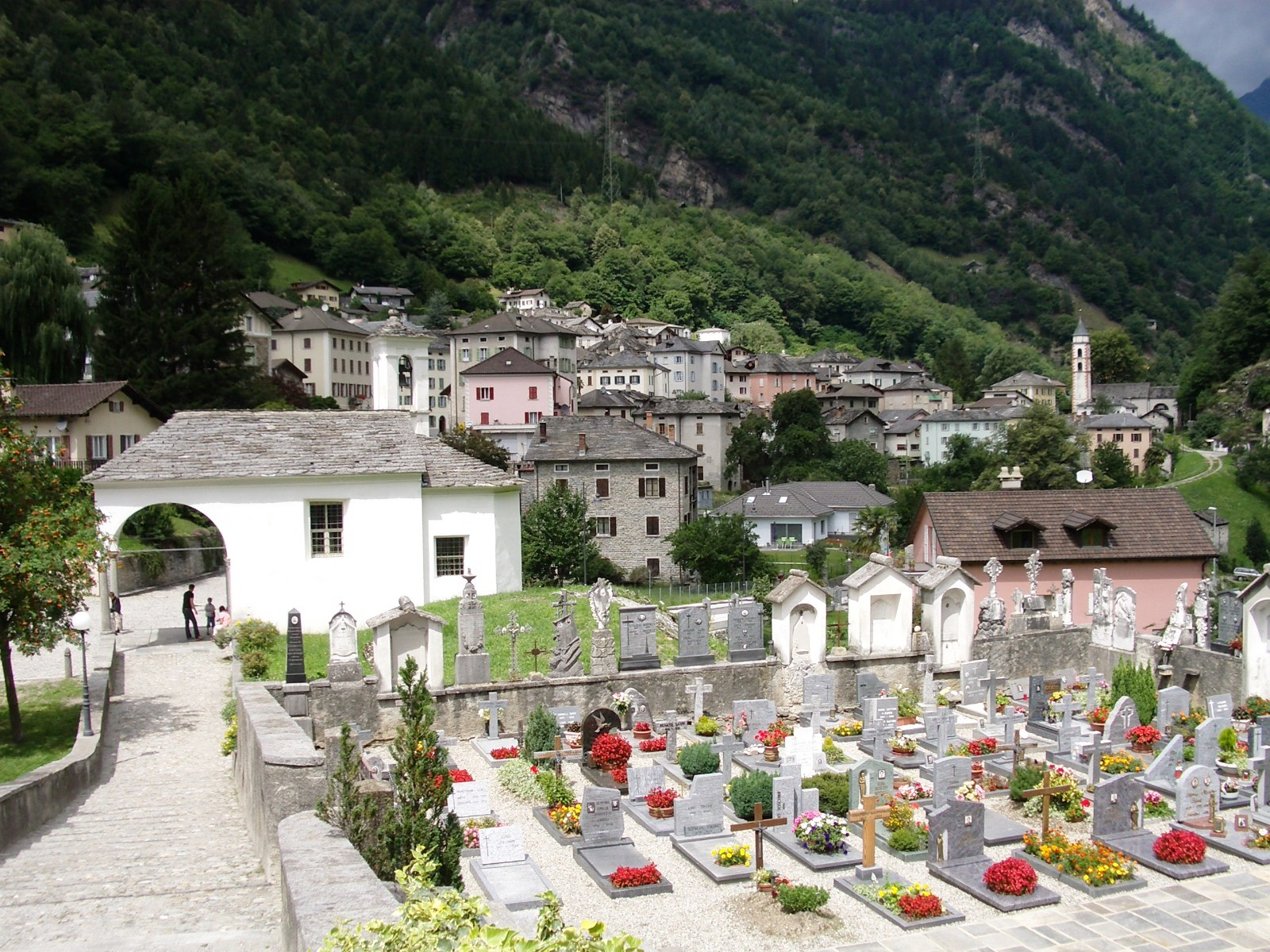
Церковь